# Lucas Liu Hsien-tang

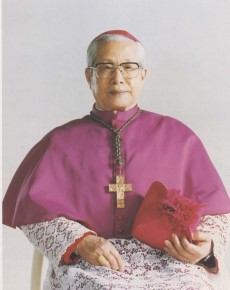
Lucas Liu Xian

Lucas Liu Hsien-tang (chinesisch 劉獻堂 Liú Xiàntáng; * 21. Dezember 1928 in Tung Shung Tan) ist Altbischof von Hsinchu.

## Leben
Lucas Liu Hsien-tang empfing am 30. November 1956 die Priesterweihe und wurde in den Klerus des Erzbistums Taipeh inkardiniert. Johannes Paul II. ernannte ihn am 24. Oktober 1980 zum Koadjutorbischof von Hsinchu.
Der Bischof von Hsinchu, Petrus Pao-Zin Tou, spendete ihm am 1. Januar des nächsten Jahres die Bischofsweihe; Mitkonsekratoren waren Paul Ch’eng Shih-kuang, Bischof von Tainan, und Joseph Wang Yu-jung, Weihbischof in Taipeh. 
Nach dem Rücktritt Petrus Pao-Zin Tous folgte er ihm am 29. Juni 1983 als Bischof von Hsinchu nach. Am 4. Dezember 2004  nahm Papst Johannes Paul II. sein altersbedingtes Rücktrittsgesuch an.